# Prima Lega 1957-1958 (calcio)
La Prima Lega 1957-1958, campionato svizzero di terza serie, si concluse con la vittoria del Vevey-Sports.

## Regolamento
Scopo del torneo è quello di ottenere due promozioni e quattro retrocessioni.
Torneo svolto in due fasi: la prima fase vede le 36 squadre partecipanti suddivise, con criterio regionale, in tre gironi composti da 12 squadre ciascuno, in cui le prime classificate di ogni girone, si affrontano nella fase finale, in un mini-torneo a tre, per stabilire le due squadre promosse in Lega Nazionale B. Le ultime tre squadre di ciascun girone vengono retrocesse direttamente in Seconda Lega. Per stabilire la quarta retrocessione si ricorre (fase finale) ad un mini-torneo a tre, in cui partecipano le squadre penultime classificate di ogni girone. La prima fase vede le squadre impegnate in gare di andata e ritorno, mentre la fase finale prevede incontri in gare unica.

## Girone ovest

### Classifica finale
|  | Pos. | Squadra               | Pt | G  | V  | N | P  | GF | GS | DR  |
|  | ---- | --------------------- | -- | -- | -- | - | -- | -- | -- | --- |
|  | 1.   | Vevey                 | 36 | 22 | 17 | 2 | 3  | 78 | 25 | +53 |
|  | 2.   | Martigny              | 33 | 22 | 15 | 3 | 4  | 58 | 31 | +27 |
|  | 3.   | Langenthal            | 31 | 22 | 9  | 6 | 7  | 40 | 32 | +8  |
|  | 4.   | Stade Payerne         | 23 | 22 | 9  | 5 | 8  | 49 | 44 | +5  |
|  | 5.   | Burgdorf              | 23 | 22 | 9  | 5 | 8  | 45 | 43 | +2  |
|  | 6.   | Monthey               | 22 | 22 | 8  | 6 | 8  | 44 | 42 | +2  |
|  | 7.   | Bienne-Boujean        | 22 | 22 | 9  | 4 | 9  | 52 | 50 | +2  |
|  | 8.   | Sierre                | 20 | 22 | 8  | 4 | 10 | 40 | 56 | -16 |
|  | 9.   | Central Friburgo      | 20 | 22 | 9  | 2 | 11 | 40 | 57 | -17 |
|  | 10.  | Forward Morges        | 17 | 22 | 7  | 3 | 12 | 36 | 38 | -2  |
|  | 11.  | La Tour-de-Peilz      | 14 | 22 | 6  | 2 | 14 | 26 | 56 | -30 |
|  | 12.  | International Ginevra | 10 | 22 | 4  | 2 | 16 | 27 | 61 | -34 |

Legenda:

      Ammessa alla fase finale per la promozione in Lega Nazionale B 1958-1959.

      Ammessa alla fase finale per la retrocessione in Seconda Lega 1958-1959.

      Retrocessa in Seconda Lega 1958-1959.

Note:
Due punti a vittoria, uno a pareggio, zero a sconfitta.

## Girone centrale

### Classifica finale
|  | Pos. | Squadra          | Pt | G  | V  | N | P  | GF | GS | DR  |
|  | ---- | ---------------- | -- | -- | -- | - | -- | -- | -- | --- |
|  | 1.   | Aarau            | 33 | 22 | 12 | 9 | 1  | 41 | 20 | +21 |
|  | 2.   | Porrentruy       | 33 | 22 | 13 | 7 | 2  | 50 | 27 | +23 |
|  | 3.   | Moutier          | 31 | 22 | 13 | 5 | 4  | 54 | 37 | +17 |
|  | 4.   | Bassecourt       | 26 | 22 | 10 | 6 | 6  | 48 | 34 | +14 |
|  | 5.   | Kleinhüningen    | 22 | 22 | 9  | 4 | 9  | 37 | 33 | +4  |
|  | 6.   | Derendingen      | 20 | 22 | 8  | 4 | 10 | 37 | 29 | +8  |
|  | 7.   | Olten            | 20 | 22 | 9  | 2 | 11 | 48 | 58 | -10 |
|  | 8.   | Old Boys Basilea | 19 | 22 | 6  | 7 | 9  | 41 | 41 | 0   |
|  | 9.   | Delémont         | 19 | 22 | 6  | 7 | 9  | 41 | 39 | +2  |
|  | 10.  | Emmenbrücke      | 19 | 22 | 8  | 3 | 11 | 37 | 44 | -7  |
|  | 11.  | Baden            | 16 | 22 | 6  | 4 | 12 | 30 | 37 | -7  |
|  | 12.  | Birsfelden       | 6  | 22 | 2  | 2 | 18 | 29 | 85 | -56 |

Legenda:

      Ammessa alla fase finale per la promozione in Lega Nazionale B 1958-1959.

      Ammessa alla fase finale per la retrocessione in Seconda Lega 1958-1959.

      Retrocessa in Seconda Lega 1958-1959.

Note:
Due punti a vittoria, uno a pareggio, zero a sconfitta.

### Spareggio per il primo posto
| 8 giugno 1958 | Aarau | 4 - 2 | Porrentruy | Basilea |
| 8 giugno 1958 |       |       |            | Basilea |

## Girone est

### Classifica finale
|  | Pos. | Squadra           | Pt | G  | V  | N | P  | GF | GS | DR  |
|  | ---- | ----------------- | -- | -- | -- | - | -- | -- | -- | --- |
|  | 1.   | Blue Stars Zurigo | 33 | 22 | 14 | 5 | 3  | 67 | 28 | +39 |
|  | 2.   | San Gallo         | 31 | 22 | 11 | 9 | 2  | 41 | 27 | +14 |
|  | 3.   | Brühl             | 28 | 22 | 10 | 8 | 4  | 40 | 30 | +10 |
|  | 4.   | Red Star          | 23 | 22 | 10 | 3 | 9  | 39 | 26 | +13 |
|  | 5.   | Rapid Lugano      | 22 | 22 | 9  | 4 | 9  | 33 | 44 | -11 |
|  | 6.   | Locarno           | 21 | 22 | 6  | 9 | 7  | 39 | 48 | -9  |
|  | 7.   | Mendrisio         | 20 | 22 | 7  | 6 | 9  | 38 | 50 | -12 |
|  | 8.   | Bodio             | 19 | 22 | 7  | 5 | 10 | 37 | 33 | +4  |
|  | 9.   | Pro Daro          | 18 | 22 | 6  | 6 | 10 | 31 | 39 | -8  |
|  | 10.  | Wil               | 17 | 22 | 5  | 7 | 10 | 26 | 35 | -9  |
|  | 11.  | Uster             | 16 | 22 | 5  | 6 | 11 | 25 | 37 | -12 |
|  | 12.  | Rorschach         | 16 | 22 | 5  | 6 | 11 | 23 | 42 | -19 |

Legenda:

      Ammessa alla fase finale per la promozione in Lega Nazionale B 1958-1959.

      Ammessa alla fase finale per la retrocessione in Seconda Lega 1958-1959.

      Retrocessa in Seconda Lega 1958-1959.

Note:
Due punti a vittoria, uno a pareggio, zero a sconfitta.

### Spareggio per l'ultimo posto
| 8 giugno 1958 | Rorschach | 1 - 1 (d.t.s.) | Uster | Winterthur |
| 8 giugno 1958 |           |                |       | Winterthur |

| 15 giugno 1958 | Uster | 3 - 2 | Rorschach | Winterthur |
| 15 giugno 1958 |       |       |           | Winterthur |

## Finali per la promozione in LNB
| giugno 1958 | Vevey | 3 - 0 | Blue Stars Zurigo | Vevey |
| giugno 1958 |       |       |                   | Vevey |

| giugno 1958 | Aarau | 0 - 1 | Vevey | Aarau |
| giugno 1958 |       |       |       | Aarau |

| giugno 1958 | Blue Stars Zurigo | 0 - 1 | Aarau | Zurigo |
| giugno 1958 |                   |       |       | Zurigo |

## Finali per la retrocessione in Seconda Lega
| giugno 1958 | La Tour-de-Peilz | 0 - 1 | Baden | La Tour-de-Peilz |
| giugno 1958 |                  |       |       | La Tour-de-Peilz |

| luglio 1958 | Uster | 3 - 1 | La Tour-de-Peilz | Uster |
| luglio 1958 |       |       |                  | Uster |

| -- | Baden | - - - | Uster | - |
| -- |       |       |       | - |

## Verdetti Finali
- Vevey-Sports vincitore del torneo.
- Vevey-Sports e FC Aarau promosse in Lega Nazionale B
- CS La Tour de Peilz, FC Rorschach, FC Birsfelden e CS International di Ginevra retrocesse in Seconda Lega.